# Caroline Ohlsson
Caroline Ohlsson, född 1972 i Grums, Värmland, är en svensk målare och grafiker.
Caroline Ohlsson utbildade sig vid Konsthögskolan Valand i Göteborg 1995–1996 och Konstakademin i Stockholm 1996-2000 samt 2001–2002. Hon var lärare i måleri vid Konstskolan Paletten i Stockholm 2004–1007.
Separat har hon ställt ut på bland annat Gallery Mejan i Stockholm, Grafiska Sällskapet i Stockholm, Hanaholmens kulturcentrum i Esbo, Konsthallen på Örebro universitet, Grafikens Hus i Mariefred och på Värmlands Museum i Karlstad.
Caroline Ohlsson har tilldelats stipendier från bland andra Gålöstiftelsen 1999, Grafikens hus. 1999, Hähnelfonden, Signe and Gustaf Widénfonden 2001, Helge Ax:son Johnson, resestipendium till Mexico 2002, Stockholms Läns Kulturpris 2002, Stipendium för konstnärlig utveckling Konstakademin 2002, Getfotfondens Grafikstipendium 2003, Clarence and Else Blums fond 2004, Stora grafikstipendiet 2006, Helge Ax:son Johnsons stipendium 2007 och Längmanska kulturfonden 2008. Ohlsson är representerad vid Akademiska sjukhuset i Uppsala, Hälsocentret i Sunne, Sörmlands museum, Värmlands museum, och Centralsjukhuset i Karlstad.
Hon bodde och arbetade i  Barcelona i Spanien 2009–12. Hon använde under denna period namnet Carlota Perla.
Hon har tilldelats stipendier från bland andra Gålöstiftelsen 1999, Grafikens hus 1999, Stockholms läns kulturpris 2002,  Helge Ax:son Johnsons stipendium 2007 och Längmanska kulturfonden 2008.